# Диттлингер, Генрих

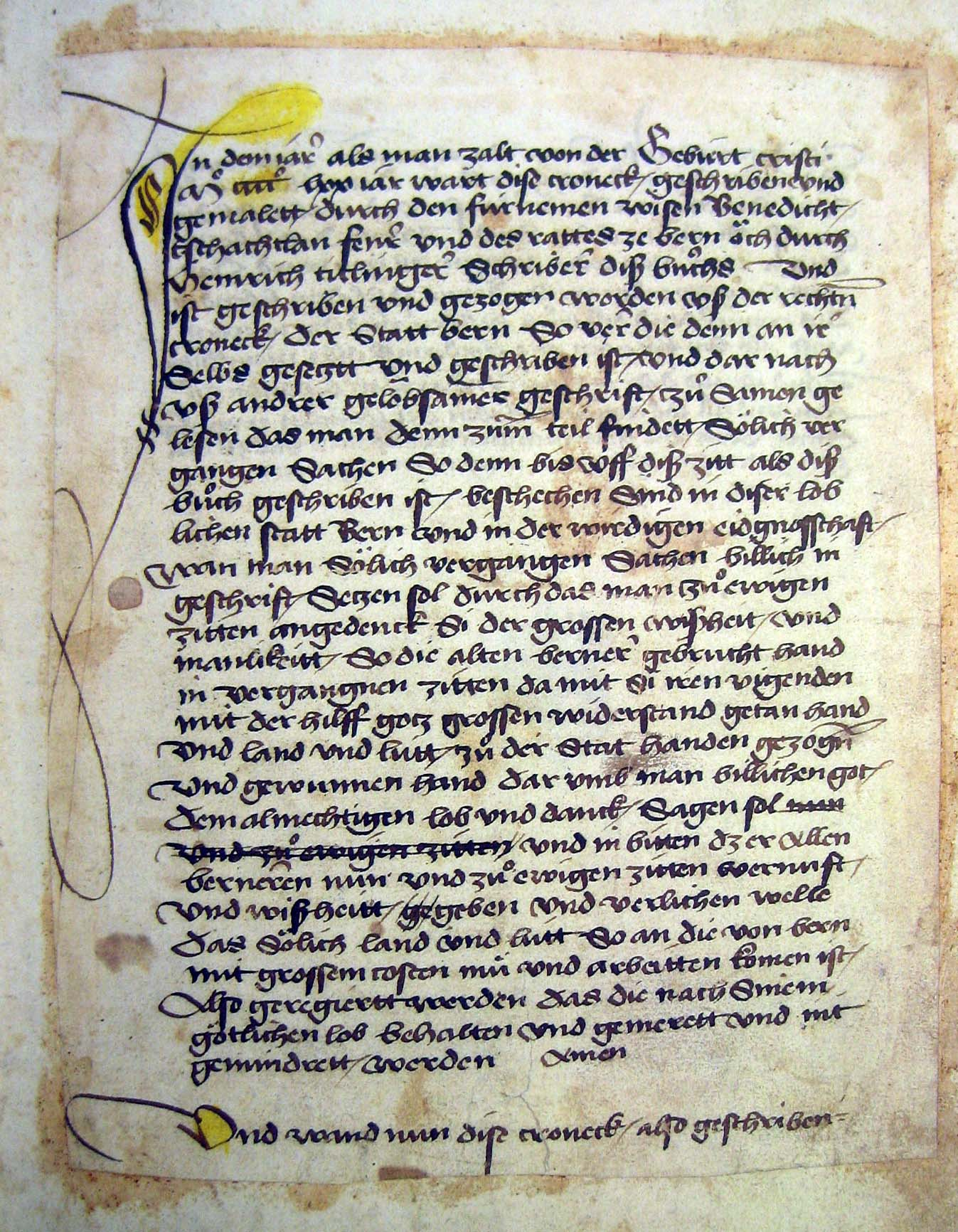
Лист рукописи «Хроники Чахтлана» с предисловием к ней, в котором упоминается Генрих Диттлингер (1470)

Генрих Диттлингер (нем. Heinrich Dittlinger; около 1440 — около 1478 или 1479) — швейцарский хронист и чиновник, член городского совета Берна, соавтор иллюминированной «Хроники Чахтлана», старейшей из сохранившихся швейцарских иллюстрированных хроник.

## Жизнь и труды
Выходец из знатной бернской семьи Диттлингеров, изначально принадлежавшей к гильдии кузнецов и проживавшей в квартале медников Зульгенбах. Отец Никлаус (ум. 1450/1451) упоминается в городских документах с 1431 года, с 1435 года — как член местного магистрата.
Сам Генрих с 1464 года был членом Большого совета Берна, с декабря 1470 года — членом Малого совета, а с 1475-го — престижного «Общества средних львов». В 1469—1473 годах занимал должность фенриха (Veuner), вторую после шультгейса в городской администрации. Поддерживал отношения с бернским хронистом Диболдом Шиллингом Старшим. В качестве капитана принимал участие в Бургундских войнах, в частности, во взятии армией швейцарских кантонов Орба (1475). После этого был назначен на должность фогта замка Олтиген (совр. коммуна Радельфинген, кантон Берн), но вскоре после этого умер. С 1479 года больше не упоминается в «Пасхальной книге», содержащей список избранных членов магистрата. 
С 1470 года, вместе с бернским магистратом и летописцем Бенедиктом Чахтланом, Диттлингер участвовал в составлении иллюстрированной «Хроники Чахтлана», бумажная рукопись которой находилась в частных руках до 1787 года, когда была приобретена городской библиотекой Цюриха, где хранится до сегодняшнего дня (MS A 120).
По мнению швейцарского историка XIX века Густава Тоблера, Диттлингер мог написать основной текст хроники, Чахтлан же, имя которого она получила впоследствии, является лишь автором её миниатюр. По мнению современного исследователя профессора Бернского университета Регулы Шмид, Чахтлан собирал материалы для хроники и начерно составлял её текст, тогда как Диттлингер выступал в качестве писца.